# Тарапото
Тарапото (ісп. Tarapoto) — місто в Перу, адміністративний центр провінції Сан-Мартін.

## Географія
Лежить у Північному Перу на річці Шупішинья (басейн Мараньйону).

### Клімат
Місто знаходиться у зоні, котра характеризується вологим тропічним кліматом. Найтепліший місяць — січень із середньою температурою 27,2 °C (81 °F). Найхолодніший місяць — червень, із середньою температурою 25,6 °С (78 °F).
| Клімат Тарапото         | Клімат Тарапото | Клімат Тарапото | Клімат Тарапото | Клімат Тарапото | Клімат Тарапото | Клімат Тарапото | Клімат Тарапото | Клімат Тарапото | Клімат Тарапото | Клімат Тарапото | Клімат Тарапото | Клімат Тарапото | Клімат Тарапото |
| Показник                | Січ.            | Лют.            | Бер.            | Квіт.           | Трав.           | Черв.           | Лип.            | Серп.           | Вер.            | Жовт.           | Лист.           | Груд.           | Рік             |
| Абсолютний максимум, °C | 37              | 36              | 36              | 37              | 37              | 34              | 38              | 37              | 40              | 37              | 37              | 38              | 40              |
| Середній максимум, °C   | 31              | 31              | 30              | 30              | 30              | 30              | 30              | 31              | 31              | 31              | 31              | 31              | 31              |
| Середня температура, °C | 27              | 27              | 26              | 26              | 26              | 25              | 25              | 26              | 26              | 26              | 27              | 27              | 26              |
| Середній мінімум, °C    | 22              | 22              | 22              | 22              | 21              | 21              | 20              | 20              | 21              | 22              | 22              | 22              | 21              |
| Абсолютний мінімум, °C  | 17              | 17              | 18              | 18              | 17              | 16              | 12              | 13              | 13              | 16              | 17              | 17              | 12              |
| Норма опадів, мм        | 90              | 100             | 130             | 130             | 100             | 60              | 50              | 60              | 70              | 110             | 100             | 80              | 1200            |
| ----------------------- | --------------- | --------------- | --------------- | --------------- | --------------- | --------------- | --------------- | --------------- | --------------- | --------------- | --------------- | --------------- | --------------- |
| Джерело: Weatherbase    |                 |                 |                 |                 |                 |                 |                 |                 |                 |                 |                 |                 |                 |